# Euophrys nangqianensis
Euophrys nangqianensis là một loài nhện trong họ Salticidae.
Loài này thuộc chi Euophrys. Euophrys nangqianensis được Hsen Hsu Hu miêu tả năm 2001.